# 고정비

전체 비용과 가변 비용, 그리고 고정 비용

고정비, 고정원가는 회계 및 경제학에서 기업이 생산하는 상품이나 서비스 수준에 의존하지 않는 사업 비용이다. 매월 지불되는 이자나 임대료와 같이 반복되는 경향이 있다. 이러한 비용은 자본 비용이기도 하다. 이는 볼륨 관련(생산 수량에 따라 지불)되고 회계 연도 초에 알 수 없는 가변 비용과 대조된다. 간접비(indirect cost, overhead cost)라고도 한다. 고정비는 특정 가변 비용의 성격에 영향을 미친다.
예를 들어, 소매업자는 매출에 관계없이 임대료와 공과금을 지불해야 한다. 또 다른 예로, 빵집의 경우 월 임대료와 전화선 비용은 빵이 얼마나 생산되고 판매되는지에 관계없이 고정비이다. 반면에 임금은 가변비용이다. 생산량을 늘리려면 더 많은 근로자를 고용해야 하기 때문이다. 어떤 공장이든 고정비는 자본금과 토지에 지불한 모든 돈이어야 한다. 기계나 토지를 구입하는 등의 고정비는 아무리 생산을 해도, 생산하지 않아도 변하지 않는다. 원자재는 생산 수량에 따라 변동되는 비용 중 하나이다.
고정비는 신규 창업가에게 진입 장벽으로 간주된다. 마케팅에서는 비용이 가변 비용과 고정비로 어떻게 구분되는지 알아야 한다. 이러한 구별은 단위 판매의 다양한 변화와 그에 따른 제안된 마케팅 캠페인의 재정적 영향으로 발생하는 수익을 예측하는 데 중요하다. 약 200명의 고위 마케팅 관리자를 대상으로 한 설문 조사에서 60%가 "가변비 및 고정비" 지표가 매우 유용하다고 응답했다. 이러한 비용은 서로 영향을 미치며 둘 다 기업가에게 매우 중요하다.
경제학에서는 단기적으로 공장에 고정비가 존재하며 고정비는 불변이다. 그러나 장기적으로 보면 가변비용만 존재한다. 왜냐하면 변동비용이 생산의 모든 요소를 통제하기 때문이다.

## 같이 보기
- 비용함수